# 젠 리
젠 리(Gen Re)는 미국의 투자자 워렌 버펫의 기업 버크셔 해서웨이의 자회사로 제네럴 리인슈어런스 (General Reinsurance Corporation)의 브랜드명이다. 세계의 최대 재보험사중 하나로 57개 지역에 2500명의 직원을 두고 있다. 신용등급으로 A.M.베스트 A++, 무디스 Aa1, 스탠다드 & 푸어스 AA+을 보유하고 있다.

## 역사
1846년 콜론 리가 독일 쾰른에 설립되었다. 제네럴 리인슈어런스사가 1921년 3월 21일 미국에서 설립되었다. 1994년 제네럴 리와 콜론 리가 파트너가 되고 1998년 버크셔 하서웨이가 제네럴 리를 인수하였고, 콜론리는 2010년 미국 제네럴 리로 합병되면서 제네럴 리인슈어런스 (General Reinsurance AG) 로 명칭을 변경하였다. 현재 회사 전체는 젠리(Gen Re)라는 브랜드 이름을 통일되게 쓰고 있다.